# Betijoque (paroisse civile)
Pour les articles homonymes, voir Betijoque.
Betijoque est l'une des quatre paroisses civiles de la municipalité de Rafael Rangel dans l'État de Trujillo au Venezuela. Sa capitale est Betijoque, chef-lieu de la municipalité.